# Grodziszcze (Ząbkowice Śląskie)
Pour les articles homonymes, voir Grodziszcze.
Grodziszcze est une localité polonaise de la gmina de Stoszowice, située dans le powiat de Ząbkowice Śląskie en voïvodie de Basse-Silésie.

## Histoire
De 1742 à 1945, Lampersdorf fait partie de l'arrondissement de Frankenstein-en-Silésie dans le district de Breslau au sein de la province de Silésie.